# نعلبند (تالش)
نعلبند، روستایی از توابع بخش مرکزی شهرستان طوالش در استان گیلان ایران

## جمعیت
این روستا در دهستان ساحلی جوکندان قرار دارد و براساس سرشماری مرکز آمار ایران در سال ۱۳۸۵، جمعیت آن ۴۵۸ نفر (۱۰۲خانوار) بوده‌است.